# След (телесериал)
«След» — российский криминальный телесериал, рассказывающий о сотрудниках вымышленной спецслужбы — Федеральной экспертной службы (ФЭС), созданной в Москве в составе МВД России для борьбы с преступностью.
При создании телесериала авторы вдохновлялись американским телесериалом «CSI: Место преступления». По словам продюсера Александра Левина, идея создания телесериала принадлежала Константину Эрнсту. Является самым продолжительным российским телесериалом.
Транслировался на «Первом канале» с 3 сентября 2007 по 25 августа 2011 года. С 5 сентября 2011 года по настоящее время премьерные серии многосерийного фильма транслируются на «Пятом канале». С 1 по 9 декабря 2014 года спецпроект «След-52» также транслировался на телеканале «Дом кино», который входит в «Цифровое Телесемейство Первого канала». Существует три спин-оффа телесериала («Садовник», «След-52» и «Акватория»). Сюжет телефильма «Садовник» основан на реальном уголовном деле серийного убийцы Александра Пичушкина, известного как «Битцевский маньяк». Сюжет телесериала «Акватория» повествует о морском департаменте ФЭС.

## Сюжет
ФЭС — Федеральная экспертная служба МВД России, объединяющая специалистов разных областей: программистов, баллистиков, судмедэкспертов, оперативников. ФЭС проводит весь спектр экспертиз и исследований, тем самым расследуя преступления. Построенная в качестве эксперимента, ФЭС обкатывает новую технику, обучает молодых специалистов, оказывает помощь в раскрытии преступлений другим спецслужбам. В телесериале работа ФЭС организована таким образом, что за помощью может обратиться и следователь по расследованию особо важных дел из прокуратуры, расследующий уголовное дело, и молодой участковый.

## В ролях

### Начальство ФЭС, работники министерства
| Актёр               | Роль |
| ------------------- | --- |
| Ольга Копосова      | Галина Николаевна Рогозина полковник, доктор медицинских наук, руководитель ФЭС                               |
| Владимир Ташлыков   | Николай Петрович Круглов майор милиции/полиции, старший оперуполномоченный, заместитель главы ФЭС             |
| Игорь Ромащенко (†) | Руслан Султанович Султанов генерал-майор милиции/полиции, заместитель министра внутренних дел РФ, куратор ФЭС |

### Оперативные работники
| Актёр                   | Роль |
| ----------------------- | --- |
| Павел Шуваев            | Сергей Михайлович Майский майор спецназа ГРУ, старший оперуполномоченный                                                                                     |
| Сергей Лавыгин          | Андрей Романов сотрудник ФЭС |
| Алексей Куличков        | Алексей Виноградов капитан милиции, сотрудник ФЭС |
| Андрей Лавров           | Константин Сергеевич Котов капитан милиции/полиции, оперуполномоченный                                                                                       |
| Сергей Пиоро            | Игорь Владиславович Шустов капитан милиции/полиции, кандидат юридических наук, баллистик-трасолог, оперуполномоченный                                        |
| Георгий Тесля-Герасимов | Константин Львович Лисицын майор милиции/полиции, старший оперуполномоченный                                                                                 |
| Ольга Недоводина        | Екатерина Гордеева майор милиции, старший оперуполномоченный                                                                                                 |
| Николай Виноградов      | Имя не указано капитан ФЭС |
| Елена Головизина        | Елена Олеговна Шустова старший лейтенант милиции, программист (жена/бывшая жена Игоря Шустова, в реальной жизни жена Сергея Пиоро, сыгравшего Игоря Шустова) |
| Юлия Вайшнур            | Юлия Александровна Соколова оперуполномоченный; с 118 по 553 серии — капитан милиции; с 1637 серии — майор полиции                                           |
| Станислав Эрклиевский   | Павел Анатольевич Гранин капитан милиции/полиции, оперуполномоченный (погиб, став жертвой преступника)                                                       |
| Нина Гогаева            | Маргарита Сергеевна Власова капитан милиции/полиции, оперуполномоченный                                                                                      |
| Всеволод Гриневский     | Илья Данилов оперуполномоченный |
| Сергей Коваленко        | Степан Андреевич Данилов капитан полиции, оперуполномоченный                                                                                                 |
| Владислав Маленко       | Роман Евгеньевич Аристов майор полиции, старший оперуполномоченный                                                                                           |
| Александра Попова       | Ольга Вадимовна Дунаева старший лейтенант полиции, оперуполномоченный                                                                                        |
| Виктория Черенцова      | Вероника Геннадьевна Жилина капитан юстиции, оперуполномоченный                                                                                              |
| Антон Возмищев          | Леонид Ильич Субботин старший лейтенант полиции, оперуполномоченный                                                                                          |
| Алексей Моисеев         | Роман Сергеевич Березин капитан полиции, оперуполномоченный                                                                                                  |
| Екатерина Пилипенко     | Ольга Васильевна Горохова старший лейтенант полиции, оперуполномоченный                                                                                      |
| Маргарита Бубнова       | Ольга Царёва оперативник, сотрудник ФЭС |
| Владимир Фисенко        | Олег Павлович Воеводин старший лейтенант полиции, оперуполномоченный                                                                                         |

### Работники лаборатории, баллистики
| Актёр               | Роль |
| ------------------- | --- |
| Евгений Кулаков     | Иван Фёдорович Тихонов программист, бывший хакер, биолог, руководитель компьютерного отдела ФЭС         |
| Ольга Зейгер        | Татьяна Михайловна Белая капитан милиции/полиции, специалист по баллистике и оружию, оперуполномоченный |
| Татьяна Исакова     | Дарья Максимова программист, химик                                                                      |
| Елена Никитина      | Виктория Громова программист, заместитель Ивана Тихонова                                                |
| Олег Жирицкий       | Валерий стажёр, сотрудник ФЭС                                                                           |
| Олег Осипов         | Сергей Вениаминович Белозёров программист, биолог                                                       |
| Ирина Медведева     | Дарья Гордеева биолог-стажёр‚ сотрудник ФЭС, заместитель Ивана Тихонова                                 |
| Анастасия Гулимова  | Оксана Григорьевна Амелина старший лейтенант милиции/полиции, программист                               |
| Валерия Скороходова | Анна Шмелёва капитан милиции, баллистик-трасолог                                                        |
| Владимир Смирнов    | Андрей Морозов старший лейтенант полиции, программист                                                   |
| Руслан Сасин        | Андрей Юрьевич Холодов криминалист, капитан милиции/полиции, программист                                |
| Александр Котов     | Анатолий Георгиевич Ломов сотрудник компьютерного отдела ФЭС                                            |
| Анфиса Хрусталёва   | Алиса Владимировна Жаровская сотрудница Лаборатории ФЭС                                                 |

### Судмедэксперты
| Актёр              | Роль |
| ------------------ | --- |
| Анна Данькова      | Валентина Владимировна Антонова судмедэксперт, патологоанатом, вольнонаёмный сотрудник                          |
| Владимир Свешников | Пётр Сергеевич Ромашин доктор медицинских наук, профессор-судмедэксперт                                         |
| Кирилл Быркин      | Артём Вадимович Тукаев судмедэксперт, патологоанатом, капитан медицинской службы, кандидат медицинских наук     |
| Олег Валкман (†)   | Борис Владимирович Селиванов судмедэксперт, бывший пластический хирург, патологоанатом, вольнонаёмный сотрудник |

### Офис-менеджеры
| Актёр              | Роль                                                |
| ------------------ | --------------------------------------------------- |
| Марианна Катаева   | Алёна офис-менеджер                                 |
| Анастасия Груздева | Алла Семенчук (в замужестве — Феоктистова) референт |

## Создатели
- Режиссёры-постановщики: Всеволод Аравин, Юрий Харнас, Владимир Панжев, Армен Арутюнян, Пётр Кротенко, Алексей Куличков, Михаил Калмыков, Салават Вахитов, Раду Крихан, Игорь Кечаев, Роман Иванов, Арутюн Джинанян, Ольга Нестерова, Игорь Ромащенко (†), Геннадий Курлаев, Камиль Закиров, Илья Белостоцкий, Андрей Разумовский (мл.), Мария Жуковская-Рязанова, Евгений Третьяков, Александр Данильцев, Владимир Кошеваров, Кирилл Цинман, Наталья Титова, Евгений Андреев и др.
- Авторы сценария: Александр Шуравин, Вячеслав Кушнир, Ирина Карпова, Игорь Гордашник, Инна Запорожченко, Павел Песков, Надежда Зорина, Леонид Улановский, Юрий Тарабанчук, Юлия Сандурская, Наталья Шибанова, Марина Сочинская, Дарья Булатникова, Алексей Серёжкин, Олег Пецкович, Вячеслав Хроменков, Игорь Тарасевич, Ростислав Нестеров, Вероника Евшан, Александра Шитарёва, Алексей Аникин, Ольга Дарфи (Пигалева), Эдуард Угрик, Кирилл Плетнер, Анастасия Демидова, Алексей Демидов, Шаура Шакурова, Ярослав Косинов, Иван Ситников, Александр Иванов, Дмитрий Хахалев, Камиль Закиров, Инна Вознюк, Анна Генералова, Сергей Генералов, Юлия Николаева, Кристина Гортман, Александр Бугров и др.
- Операторы-постановщики: Олег Кириченко (2007—2014), Андрей Дейнеко (с 2014).
- Композитор: Игорь Бабаев.
- Режиссёры монтажа: Роман Ермолаев, Михаил Игонин, Александр Паханин, Сергей Покатилов.
- Шеф-редактор: Михаил Шульман (2007), Раф Гуревич, Анастасия Демидова, Алексей Демидов (2008—2010), Александр Шуравин (с 2010).
- Исполнительные продюсеры: Янина Теппер (2007), Елена Жомова (2007), Андрей Миненков (2008) Юрий Шубаев (2008—2010), Борис Кокин (2010—2014), Татьяна Собченко (2014), Валерий Сотов (2014—2017, с 2022), Алексей Марченко (с 2017—2022).
- Ведущий продюсер: Дмитрий Шехватов (2007), Юрий Шубаев (2010—2012).
- Продюсеры: Юрий Каменецкий, Эжен Щедрин.
- Креативный продюсер: Юрий Харнас.
- Главный продюсер: Александр Левин.
- Директор проекта: Андрей Каплунов.

## Другие проекты

### «Садовник»
Телевизионный фильм, в котором зрители встречаются с главными героями телесериала «След» в экстремальный для Федеральной экспертной службы момент: высокое руководство в Министерстве приняло решение оставить только одну структуру — специализированное подразделение МВД или экспериментальную ФЭС. ФЭС проводит операцию по поимке киллера. От результатов работы команды зависит само существование службы. Но одна за другой ФЭС постигают неудачи. Количество жертв маньяка растёт. В это время конкурирующая структура сама выходит на киллера. Кажется, что ФЭС обречена… Внезапно кто-то убивает киллера. В убийстве обвиняют одного из сотрудников службы. Все улики, которые тщательно проверяет ФЭС, указывают на него. Будучи раненым, он пускается в бега. Ромашин подаёт заявление об увольнении. Руководитель конкурирующей структуры, куда уже перешёл работать один из сотрудников ФЭС, предлагает Рогозиной место заместителя. А дело маньяка становится все запутанней. Но тут в расследовании дела киллера появляется след, ведущий на самый верх — к руководителю конкурирующей структуры.
Премьерный показ многосерийного телефильма состоялся 5 июля 2010 года на «Первом канале».
Список и описание серий
| № серии | Краткое описание серий |
| ------- | --- |
| 1       | ФЭС ловит киллера по кличке Француз. На этот раз от результатов работы команды зависит само существование службы: руководство МВД решает, какое из экспертных подразделений оставить, а какое сократить. А ФЭС преследуют неудачи…             |
| 2       | Количество жертв маньяка растёт. Он методично складывает по три трупа (женщина, мужчина, подросток) в разные канализационные коллекторы. В это время конкуренты сами выходят на киллера. Кажется, что ФЭС обречена…                            |
| 3       | Киллер убит и в убийстве обвиняют Лисицина: все улики указывают на него. ФЭС на грани распада: кто-то увольняется, кого-то просят уйти. Руководитель конкурентов предлагает Рогозиной место своего заместителя. Когда-то между ними был роман… |
| 4       | В расследовании дела киллера появляется след, ведущий на самый верх — к руководителю конкурирующей структуры. Неужели он — «оборотень в погонах», или это снова подстава?                                                                      |

### «След-52» (S-2)
Специальный проект от создателей телесериала «След», суть которого состоит в том, что в каждой серии показывается история, которая происходит с одним из сотрудников ФЭС, например, патологоанатом Валентина Антонова переживает личную драму: она теряет двух дочерей, а её мужа Степана Васильева объявляют в розыск. Майор Сергей Майский знакомится со своим отцом, которого никогда не видел; тот оказывается уголовным авторитетом.
Съёмки первых серий начались в 2010 году. Изначально проект должен был выйти в эфир на «Первом канале», но в связи с переходом телесериала на «Пятый канал» съёмки были заморожены и возобновились летом 2012 года. Премьерный показ в России состоялся в сентябре 2013 года на «Пятом канале», причём серии проекта никак не были выделены и транслировались вперемешку с простыми премьерными сериями, из-за чего во многих источниках серии «Следа-52» включают в общую нумерацию телесериала.
Список и описание серий
| № серии | Название                | Краткое описание серий |
| ------- | ----------------------- | --- |
| 1       | «Запас прочности»       | В уникальном спортивном комплексе обрушилась крыша. Под завалами бесследно исчезли дочери сотрудницы ФЭС Валентины Антоновой. Ситуация усугубляется тем, что это здание проектировала и строила фирма, которой руководит муж Валентины. И именно он считается виновником трагедии.                                                                                              |
| 2       | «Ночной свидетель»      | В Москве на тихих улицах находят тела девушек. Причина смерти всегда одна — автомобильная авария. Но следов машины нигде нет… Громкое дело таинственного «Давильщика» поручают раскрыть Федеральной Экспертной Службе. |
| 3       | «Богадельня»            | Из дома-интерната бесследно исчезает медицинская сестра. Вскоре выясняется, что это уже не первый случай пропажи сотрудников данного учреждения. Расследовать цепь загадочных исчезновений персонала предстоит специалистам Федеральной Экспертной Службы. |
| 4       | «Анонимные алкоголики»  | Эти люди пытались избавиться от страшного недуга — алкоголизма, а становились жертвами жестоких и циничных мошенников. Тот же, кто пытался докопаться до истины, оказывался убит. |
| 5       | «Лифтёр»                | Убийца по кличке Лифтёр убивает только молодых матерей-одиночек. При этом он бережно относится к детям, и делает всё, чтобы их быстро обнаружили и оказали помощь. Убийца осторожен и не оставляет практически никаких улик, но ФЭС в конце концов удаётся выйти на его след. У экспертов теперь есть ровно сто сорок шесть подозреваемых…                                      |
| 6       | «Белая стрела»          | На пороге модного клуба застрелен начинающий бизнесмен. Следствие выясняет, что эта смерть всего лишь звено в цепи кровавых убийств. В результате расследования майору Майскому предстоит сложный выбор между честью и служебным долгом. |
| 7       | «Красота требует жертв» | В подмосковной пещере спелеологи совершают жуткую находку — подвешенное на крюках человеческое тело, из которого при помощи факелов вытапливается жир. Эксперты ФЭС считают, что преступление не носит ритуального характера. Убийство совершено в каких-то сугубо утилитарных целях…                                                                                           |
| 8       | «Химики»                | Арестован известный уголовный авторитет Валера Уральский. Его сообщникам удаётся обмануть милицию и отбить своего главаря. В процессе расследования ФЭС неожиданно устанавливает, что эту дерзкую операцию провернул близкий родственник майора Майского… |
| 9       | «Маски»                 | Престижное офисное задние в центре Москвы внезапно заполняется дымом. Начинается паника. Объявляется эвакуация. Но покинуть здание удаётся не всем. Прибывшие эксперты находят в подвале труп сотрудника фирмы «Вентиляционные системы» с проломленным черепом. Что хотели вынести из здания, используя дымовую завесу? Или может быть что-то пронести внутрь…?                 |
| 10      | «Игра в кости»          | Грандиозный скандал раздули недоброжелатели вокруг выставки работ эпатажного скульптора Синюгина. Причина очевидна: все представленные экспонаты созданы из человеческих костей. Общественность недоумевает. Сотрудникам Федеральной Экспертной Службы поручено выяснить, где автор шокирующих скульптур раздобыл материал для своих творений, и нет ли за всем этим криминала? |
| 11      | «Ликвидатор»            | В городском парке среди бела дня умирает мужчина, который вёл за руку маленькую девочку. Прибывшая на место полиция устанавливает, что пострадавший — недавно освободившийся из тюрьмы педофил Павел Хитров. Куда он вёл девочку и почему так «удачно» умер — предстоит выяснить сотрудникам ФЭС.                                                                               |
| 12      | «Дети Надежды»          | Странная вещь привиделась алкоголичке Петровне… Как будто бы местной грымзе, ненавидимой всеми «сычихе», начальнице местного ЖКХ Арине Веляевой какой-то мужчина подарил цветы… А через пару дней эту самую Веляеву убили в собственной квартире. Через две недели после убийства нераскрытое дело передали в ФЭС. И буквально сразу выяснились очень странные обстоятельства…  |

### «Акватория»
Спецпроект от создателей основного телесериала, повествующий о морском департаменте ФЭС, находящемся в Санкт-Петербурге.
Телесериал, вышедший в 2017 году, состоял из сорока серий.

### Иностранные версии
Осенью 2018 года на польском телеканале «Polsat» вышла местная версия телесериала «След», основанная на российском сюжете.
В январе 2020 года украинский телеканал «СТБ» совместно с «Space Production» приступил к съёмкам многосерийного проекта «Слiд»; премьера состоялась 11 сентября 2020 года. Украинская версия телесериала транслировалась в России на телеканалах «Время» и «Дом кино».

## Съёмки
Специально для съёмок проекта был построен футуристический съёмочный павильон с комнатами и другими помещениями, изображающий офис ФЭС.
С апреля 2018 года по февраль 2019, в связи с дополнительным заказом от «Пятого канала» на сто серий, для съёмок телесериала использовались сразу два одинаковых павильона. С марта 2019 года съёмки вновь ведутся только в одном павильоне[уточнить].
Натурные съёмки часто проходят в Митино, Ховрино и Головинском районах Москвы (метро «Митино», «Ховрино» и «Речной Вокзал»); Левобережном районе города Химки, в городе Долгопрудный.
Съёмочный процесс
Процесс съёмок проходит весьма интенсивно: одновременно снимаются как минимум шесть серий. В первые месяцы работы над телесериалом съёмки могли продолжаться до 18 часов подряд, затем — до 12 часов. В общей сложности, по данным на 2020 год, в телесериале в главных и второстепенных ролях снялось более 6000 актёров.

## Влияние
Отмечены случаи поступления жалоб в ФЭС от россиян, не осознававших, что спецслужба, показанная в телесериале, — вымышленная. Пресс-служба УМВД по Приморскому краю просила жителей остерегаться мошенников, которые долгое время выдавали себя за сотрудников ФЭС. В Стерлитамаке полицией был задержан мошенник, представлявшийся сотрудником ФЭС.

## Награды
ТЭФИ
- 2009 — «телевизионный художественный сериал»[30][31]
- 2011 (две премии) — «телевизионный художественный сериал»[32] и «режиссёр телевизионного художественного фильма/сериала» (Юрий Харнас)[33][34]

Премия Ассоциации продюсеров кино и телевидения
- 2019 — специальный приз «за реализацию мечты продюсера»[35][36][37]